# Anticarsia
Anticarsia là một chi bướm đêm thuộc họ Erebidae.

## Các loài
- Anticarsia distorta Hampson, 1926
- Anticarsia gemmatalis - Velvetbean Moth Hübner, 1818
- Anticarsia irrorata (Fabricius, 1781)

## Hình ảnh

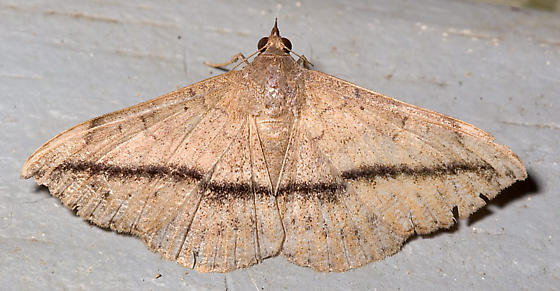